# Marcia Wallace
Marcia Karen Wallace (n. 1 noiembrie 1942, Creston⁠(d), Iowa, SUA – d. 25 octombrie 2013, Los Angeles, California, SUA) a fost o actriță și comediană americană. Aceasta a devenit cunoscută pentru următoarele roluri: recepționista Carol Kester în sitcomul The Bob Newhart Show⁠(d) din anii 1970, doamna Carruthers în Full House⁠(d) și profesoara Edna Krabappel⁠(d) în serialul animat Familia Simpson. Wallace a câștigat un premiu Emmy în 1992 pentru rolul din urmă. Personajul său a fost retras din distribuție după moartea sa, deși acesta apare sporadic prin intermediul înregistrărilor din arhivă.
Wallace era cunoscută pentru părul roșcat, râsul caracteristic și construcția corporală. A avut o carieră de peste cinci decenii în televiziune, film și teatru. Aceasta era adesea invitată în cadrul emisiunii The Merv Griffin Show⁠(d), iar ulterior a primit un rol creat specială pentru ea în The Bob Newhart Show. După ce a fost diagnosticată cu cancer de sân în 1985, a susținut prelegeri pe acest subiect pe parcursul vieții sale.

## Biografie
Wallace s-a născut în Creston, Iowa⁠(d) la 1 noiembrie 1942, cel mai mare dintre cei trei copii ai lui Arthur „Poke” Wallace și a soției sale Joann. Tatăl său a deținut și operat magazinul universal⁠(d) Wallace Sundries. În perioada liceului, un profesor i-a sugerat să urmeze o carieră în actorie, fiind impresionat de interpretarea sa dintr-o piesă de teatru școlară. După absolvirea liceului Creston, Wallace a obținut o bursă la Colegiul Parsons⁠(d) din Fairfield, Iowa⁠(d). A fost membră a filialei Delta Nu din cadrul fraternității Delta Zeta⁠(d). Wallace s-a specializat în limba engleză și teatru, fiind prezentă în distribuția pieselor muzicale Brigadoon⁠(d) și The Music Man⁠(d).

## Cariera
În ziua în care a absolvit facultatea, Wallace s-a mutat din Iowa la New York cu doar 148 de dolari în buzunar. Pentru a face rost de bani, a scris scenarii, a jucat în piese de teatru, a apărut în reclame și a lucrat ca profesoară suplinitoare de limba engleză în Bronx. După un an de activități într-un club de noapte din Greenwich Village, Wallace și alți patru colegi au alcătuit un grup de improvizație⁠(d) numit The Fourth Wall. În 1968, Wallace a apărut timp de un an în producții Off-Broadway⁠(d). A continuat să apară în spectacole și, după ce a slăbit 45kg, a apărut într-o producție nud a piesei de teatru Dark of the Moon⁠(d) la Mercer Arts Center⁠(d).
Wallace a apărut adesea în cadrul emisiunii The Merv Griffin Show. Când proiectul a fost mutat în Los Angeles, Wallace s-a mutat și ea la rugămintea lui Griffin⁠(d). Producătorul de televiziune Grant Tinker⁠(d) i-a oferit un rol secundar în emisiunea The Bob Newhart Show⁠(d) la recomandarea fondatorului CBS William Paley⁠(d). Rolul lui Carol Kester (mai târziu Carol Kester Bondurant), recepționista sarcastică a doctorului Robert Hartley, personajul lui Bob Newhart⁠(d), a fost scris special pentru ea. Newhart și Wallace și-au reluat rolurile din The Bob Newhart Show în „Anything but Cured”, un episod din serialul Murphy Brown⁠(d).
Când The Bob Newhart Show a fost anulat după șase sezoane în 1978, pentru Wallace au urmat trei decenii de roluri în concursuri televizate⁠(d) precum Match Game, Hollywood Squares, Password Plus și Super Password, Celebrity Whew!⁠(d), Crosswits, Hot Potato⁠(d), Body Language⁠(d), The $25.000 Pyramid⁠(d), Double Talk, Win, Lose or Draw, Tattletales, To Tell the Truth și Acting Crazy. De asemenea, a apărut în episoadele cu celebrități ale emisiunilor Family Feud⁠(d) și Card Sharks⁠(d). În aprilie 2008, a apărut în emisiunea interactivă GSN Live⁠(d).
Wallace a interpretat-o pe secretara lui Darrin în episodul „Laugh, Clown, Laugh” (1971) din Ce vrăji a mai făcut nevasta mea, a apărut în episoadele „Getting Davy Jones” și „Will the Real Jan Brady Please Stand Up?” ale serialului The Brady Bunch⁠(d), a fost directorul școlar Lyman în două episoade din ALF⁠(d) și doamna Carruthers în câteva episoade din Full House. De asemenea, a apărut în serialele Charles in Charge⁠(d), Verdict crimă, Magnum, P.I.⁠(d), Columbo, A Different World⁠(d) și Taxi. Ulterior, Wallace a jucat rolul unei servitoare în serialul satiric That's My Bush!⁠(d) și a apărut în telenovela Tânăr și neliniștit în 2009, unde a interpretat-o pe Annie Wilkes⁠(d).
Wallace a interpretat-o pe profesoara Edna Krabappel⁠(d) în serialul animat Familia Simpson din 1989 până la moartea sa în 2013. În 1992, a primit un premiu Primetime Emmy⁠(d) la categoria „cel mai bun dublaj⁠(d)” pentru episodul „Bart the Lover⁠(d)”.
Această a apărut în lungmetraje precum My Mom's a Werewolf⁠(d), Teen Witch și Ghoulies III: Ghoulies Go to College⁠(d). În filmul independent Tru Loved⁠(d) din 2008, Wallace a interpretat un profesor liceal de teatru care sponsorizează o alianță gay-straight⁠(d).
Pe scenă, Wallace a apărut în An Almost Perfect Person, în versiunea feminină a piesei The Odd Couple⁠(d) și în producțiile teatrale Same Time, Next Year⁠(d), Twigs⁠(d), It Had to Be You, Supporting Cast, Prisoner of Second Avenue⁠(d) și Plaza Suite⁠(d). Prima sa piesă muzicală a fost Gypsy⁠(d) în 1983. A mai apărut în Born Yesterday⁠(d), You're a Good Man, Charlie Brown⁠(d), Steel Magnolias⁠(d), Last of the Red Hot Lovers⁠(d) și The Vagina Monologues⁠(d). În 2013, a realizat vocea bibliotecarei din filmul animat Monsters University, iar în 2014 a apărut post-portem în filmul Muffin Top: A Love Story.

## Viața personală
Wallace s-a căsătorit cu Dennis Hawley pe 18 mai 1986 în cadrul unei ceremonii budiste. Cuplul a adoptat un fiu - Michael Wallace „Mikey” Hawley. Dennis a murit de cancer pancreatic în iunie 1992.
Wallace a fost diagnosticată cu cancer de sân în 1985, iar ulterior a devenit activistă și a susținut prelegeri pe acest subiect. Pe 27 ianuarie 2007, Wallace a câștigat premiul Gilda Radner⁠(d) Courage Award din partea Roswell Park Comprehensive Cancer Center⁠(d) pentru contribuțiile sale la educarea americanilor despre importanța depistării precoce a cancerului.
Wallace a fost membră a fraternității Delta Zeta⁠(d) și a fost desemnată Femeia Anului 2010 a Delta Zeta la Convenția Națională Bienală din 2010 din Tucson, Arizona. Autobiografia sa - Don't Look Back, We're Not Going That Way - a fost publicată în 2004 și abordează subiectul depistării precoce a cancerului de sân, pierderea soțului ei, căderea sa nervoasă, episoadele de bulimie și alte chestiuni. Titlul cărții este o expresie pe care tatăl său o utiliza des în timpul copilăriei ei.

## Moartea
Wallace a murit de pneumonie și septicemie pe 25 octombrie 2013, cu o săptămână înainte de împlinirea vârstei de 71 de ani. De asemenea, cancerul de sân a fost menționat pe certificatul de deces. Wallace a fost incinerată după o slujbă privată.
Se bănuiește că stafful serialului Familia Simpson era conștient de problemele ei de sănătate. Showrunner-ul⁠(d) Al Jean a declarat că „am fost extrem de întristat să aflu în această dimineață despre trecerea în neființă a strălucitoarei și grațioasei Marcia Wallace”. Yeardley Smith, vocea personajului Lisa Simpson, a postat pe Twitter mesajul: „Raiul este acum un loc mult mai amuzant datorită ție, Marcia”. Fostul ei coleg de platou, Bob Newhart, a declarat prin intermediul rețelei Facebook că „moartea Marciei a fost un șoc, ne-a părăsit prea devreme. A fost o actriță talentată și o prietenă dragă.” Al Jean a menționat că producătorii plănuiau să retragă personajul Edna Krabappel din distribuție. Episodul „Four Regrettings and a Funeral⁠(d)” a fost difuzat pe 3 noiembrie 2013 și a fost dedicat în memoria sa. Wallace a înregistrat replici pentru mai multe episoade viitoare, iar episodul ei final - „The Man Who Grow Too Much⁠(d)” - a fost difuzat pe 9 martie 2014. În februarie 2021, s-a dezvăluit că există înregistrări în arhivă cu vocea lui Marcia Wallace, iar acestea vor fi utilizate pentru ultima dată în serial. Personajul este menționat și apare în scene flashback în episodul  „Diary Queen⁠(d)”. Într-un interviu acordat revistei Variety despre acest anunț, Al Jean a remarcat că „nu am avut șansa să ne luăm rămas bun de la ea în cadrul serialului, iar acum încercăm să o facem”.